# Tyrol oriental

Localisation du land de Tyrol sur la carte de l'Autriche, le Tyrol du Nord est à l'ouest et le Tyrol oriental à l'est.

Le Tyrol oriental ou Tyrol de l'Est (en allemand : Osttirol) est la partie est du land autrichien du Tyrol, par opposition au Tyrol du Nord situé plus à l'ouest, avec lequel il ne partage pas de frontière. Il correspond administrativement au district de Lienz. La ville de Lienz est la capitale de la région.
Le nom Osttirol est attesté depuis le XIXe siècle ; néanmoins, l'usage courant remontait à 1919, date à laquelle le Tyrol du Sud fut rattaché à l'Italie à la fin de la Première Guerre mondiale en application du traité de Saint-Germain-en-Laye. Ceci a détaché le Tyrol oriental de la moitié nord, séparé par une bande de quelques kilomètres de large où le land autrichien de Salzbourg au nord a une frontière commune avec le Tyrol du Sud.

## Géographie

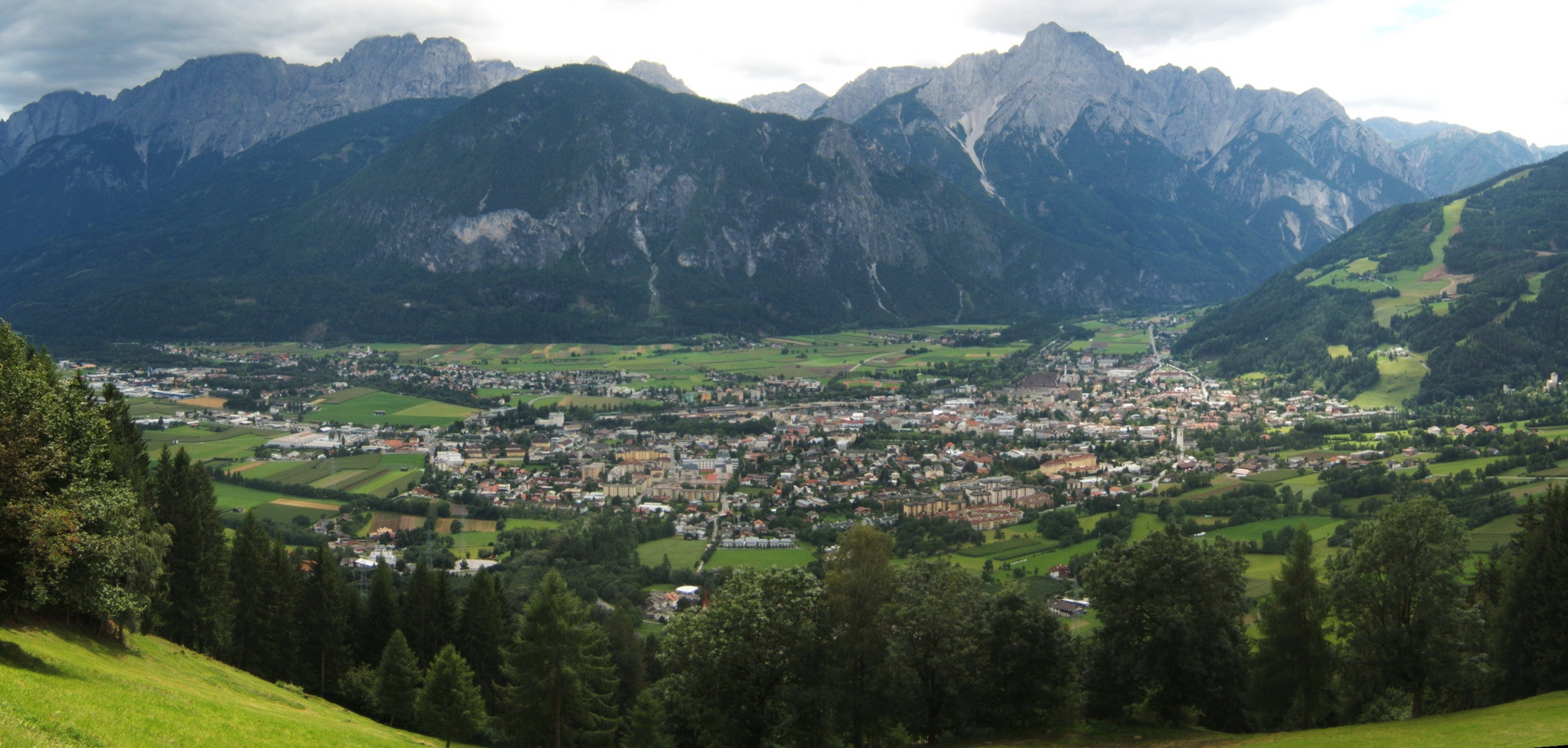
Vue sur le bassin de Lienz vers les Alpes de Gailtal.

La région couvrant environ 2 000 km2 a comme principaux voisins le land de Salzbourg au nord et le land de Carinthie à l'est. Elle est bordée au sud par la région italienne de Vénétie et à l'ouest par la région autonome de Trentin-Haut-Adige. Le relief montagneux qui caractérise le paysage s'étend des Hohe Tauern au nord jusqu'aux Alpes de Gailtal et Alpes carniques au sud. La plupart de la population vit dans les principales vallées : le Pustertal, les vallons de l'Isel et de la Gail, ainsi que dans les vallées de Defereggen, de Virgen et de Kals. Outre le centre régional de Lienz, les plus grandes villes sont Matrei et Sillian.
Aujourd'hui, toutes les parties du Tyrol sont intégrées au GECT Eurorégion Tyrol-Haut-Adige-Trentin.

## Histoire
Au haut Moyen Âge, la région, comme l'ensemble du Tyrol, faisait partie du duché ethnique de Bavière au sein de la Francie orientale ; en 976, la zone à l'est, incluant le bassin de Lienz et la vallée de l'Isel, passa au nouveau duché de Carinthie. En revanche, le Gau de Pustertal à l'ouest, s'étendant jusqu'à la forteresse de Mühlbach (Rio di Pusteria), était tout d'abord la propriété des évêques de Brixen, puis des comtes bavarois de Goritz (Meinhardiner). Le château de Bruck à Lienz devient leur résidence, ayant obtenu le statut des princes du Saint-Empire en 1365. Lorsque la lignée s'éteint en 1500, les domaines ont été réunis avec le comté de Tyrol sous le règne de la maison de Habsbourg. La haute vallée du Piave autour de Belluno au sud a été conquise par la république de Venise au cours de la XVe siècle. Après l'annexion de la seigneurie des Goritz par l'empereur Maximilien Ier de Habsbourg, les domaines de Lienz et du Pustertal devaient être administrés depuis Innsbruck, la capitale tyrolienne. 
Au Recès d'Empire en 1803, les domaines ecclésiastiques des évêchés de Brixen et de Trente furent sécularisés et intégrés au pays de Tyrol, une possession de l'empire d'Autriche à partir de 1804. À l'issue de la guerre de la Troisième Coalition et le traité de Presbourg en 1805, il a dû être cédé au royaume de Bavière; ce qui amena la rébellion du Tyrol organisée par Andreas Hofer. De 1809 à 1813, le Tyrol oriental faisait partie des provinces illyriennes (administré dans la province de Willach). Après la reconquête par les forces autrichiennes, le gouvernement a établi les bases administratives du futur district de Lienz. Le territoire fit ecclésiastiquement partie du diocèse de Brixen; à partir du compromis austro-hongrois de 1867, tout le comté princier de Tyrol appartenait aux territoires de la Cisleithanie.

Les districts du Tyrol après le partage de 1919 : le district de Lienz est isolé d'autres districts autrichiens du Tyrol du Nord (en jaune) par le Tyrol du Sud (en rouge).

En 1915, après l'entrée en guerre du royaume d'Italie, le val Pusteria et la frontière méridionale le long des Alpes carniques se transforment en champ de bataille. Au novembre 1918, le Tyrol oriental fut occupé par les troupes italiennes; l'année suivante, par le traité de Saint-Germain-en-Laye, le Tyrol du Sud est rattaché à l'Italie. Après la Grande Dépression des années 1930 secouant la Première République, l'austrofascisme trouva un terrain fertile au Tyrol oriental, avant de l'annexion de l'Autriche en mars 1938 lors de l'Anschluss au Troisième Reich. Sous l'administration nazie, le district de Lienz a été incorporé au Reichsgau de Carinthie. À la fin de la Seconde Guerre mondiale, le Tyrol oriental est occupé par les troupes britanniques, alors que le Tyrol du Nord fait partie de la zone française. Le 28 mai 1945, les Britanniques arrivent à Lienz et arrêtent des milliers de réfugiés cosaques qui sont envoyés en Union soviétique où la majorité d'entre eux seront jugés pour collaboration avec les nazis et pour crimes de guerre. 
Après la guerre et l'accord De Gasperi-Gruber sur le Tyrol du Sud, le Tyrol oriental est ramené à l'État autrichien de Tyrol. Dans les années suivantes, le tourisme s'est développé pour devenir aujourd'hui l'industrie principale de la région. La protection de la nature alpine, en particulier dans le parc national des Hohe Tauern, est un élément important, souvent en conflit avec des intérêts économiques.